# Regionalwahlkreis Flachgau/Tennengau
Der Regionalwahlkreis Flachgau/Tennengau (Wahlkreis 5B) ist ein Regionalwahlkreis in Österreich, der bei Wahlen zum Nationalrat für die Vergabe der Mandate im ersten Ermittlungsverfahren gebildet wird. Der Wahlkreis umfasst die Bezirke Salzburg-Umgebung (Flachgau) und Hallein (Tennengau).
Bei der Nationalratswahl 2019 waren im Regionalwahlkreis Flachgau/Tennengau 157.803 Personen wahlberechtigt, wobei bei der Wahl die Österreichische Volkspartei (ÖVP) mit 47,7 % als stärkste Partei hervorging. ÖVP und FPÖ erreichten je eines der vier zu vergebenden Grundmandate.

## Geschichte
Nach dem Ende des Staates Österreich-Ungarn wurde für das Gebiet des Landes Salzburg mit der Wahlordnung 1918 für die Wahl der konstituierenden Nationalversammlung ein einziger Wahlkreis geschaffen (Wahlkreis 19), der auch die Bezirke Salzburg-Umgebung und Hallein umfasste. Mit der Neuordnung der Wahlkreise nach dem endgültigen Verlust von Gebieten wie Südböhmen und Südtirol erhielt der unveränderte Wahlkreis Salzburg die Wahlkreisnummer 17. Nachdem die Wahlordnung von 1923 von der austrofaschistischen Regierung 1934 außer Kraft gesetzt worden war, wurde die ursprüngliche Einteilung der Wahlkreise nach dem Zweiten Weltkrieg mit dem Verfassungsgesetz vom 19. Oktober 1945 weitgehend wieder eingeführt. Der Wahlkreis Salzburg war auch in der Folge nicht von Veränderungen betroffen, auch durch die Einführung der Nationalrats-Wahlordnung 1971, mit der die Anzahl der Wahlkreise in Österreich auf nur noch neun reduziert wurde, blieb der Wahlkreis Salzburg (nun als Wahlkreis 5) unverändert bestehen. Mit Inkrafttreten der Nationalrats-Wahlordnung 1992 wurde das österreichische Bundesgebiet schließlich in 43 Regionalwahlkreise unterteilt und somit ein drittes Ermittlungsverfahren eingeführt, wobei der Landeswahlkreis Salzburg (Wahlkreis 5) für das erste Ermittlungsverfahren in die drei Regionalwahlkreise Salzburg Stadt (5A), Flachgau/Tennengau (5B) und Lungau/Pinzgau/Pongau (5C) unterteilt wurde. Der Regionalwahlkreis Flachgau/Tennengau erhielt in der Folge 1993 vier Mandate zugewiesen, wobei die Neuberechnung der Mandatsverteilung zwischen den Wahlkreisen im Jahr 2002 (nach den Ergebnissen der Volkszählung 2001) für den Regionalwahlkreis Flachgau/Tennengau zu keinen Veränderungen führte.
Seit der Schaffung des Wahlkreises gelang es der ÖVP, bei jeder Wahl stimmenstärkste Partei zu werden, wobei sie Nationalratswahlen 2002 mit 50,2 % ihr bisher bestes Ergebnis und einmalig auch die absolute Mehrheit erreichte. Ihr bisher schlechtestes Ergebnis fuhr die ÖVP Nationalratswahl 2013 ihren ersten Platz jedoch verteidigend mit 28,8 % ein. Den zweiten Platz im Regionalwahlkreis belegte fast durchgehend die Sozialdemokratische Partei Österreichs (SPÖ), wobei sie 1995 mit 29,4 % ihr bestes Wahlergebnis verbuchte und nur mehr knapp hinter der ÖVP lag. Bei der folgenden Wahl im Jahr 1999 fiel sie dann hinter die FPÖ zurück, konnte jedoch bereits bei der Nationalratswahlen 2002 wieder den 2. Platz erringen. Trotzdem verlor die SPÖ in der Folge sukzessive und verbuchte 2013 wieder knapp hinter die FPÖ zurückfallend mit 20,0 % ihr bisher schlechtestes Ergebnis im Regionalwahlkreis. Die Freiheitliche Partei Österreichs (FPÖ) erreichte während ihres Aufwärtstrends in den 1990er Jahren zunächst zwei Mal den dritten Platz, bevor sie 1999 mit 29,2 % auf den zweiten Platz vorstoßen konnte und nur knapp hinter der ÖVP zurückblieb. In der Folge stürzte die FPÖ 2002 jedoch auf 10,4 %, ihr bisher schlechtestes Ergebnis, ab. Nachdem die FPÖ 2006 von den Grünen überholt worden war, konnte sie 2008 mit 17,5 % wieder klar den dritten Platz belegen und 2013 und 2017 vor der SPÖ den zweiten Platz erreichen. Die Grünen – Die Grüne Alternative (GRÜNE) konnten sich nach einem Einbruch im Jahr 1995, als sie nur 5,7 % erreichten bis 2006 auf 13,1 % steigern, wobei sie in diesem Jahr die FPÖ überholen konnten und einmalig den dritten Platz erreichten. Bereits 2008 wurden die Grünen jedoch vom Bündnis Zukunft Österreich (BZÖ) überholt und auf den fünften Platz verdrängt. Bei der Wahl 2013 stürzte das BZÖ, noch hinter FRANK mit 5,3 % und NEOS mit 4,6 % bleibend, auf 3,4 % ab und die Grünen erzielten mit 16,2 % ihr bisher bestes Ergebnis und den vierten Platz.

## Wahlergebnisse
| Nationalratswahlen im Regionalwahlkreis Flachgau/Tennengau | Nationalratswahlen im Regionalwahlkreis Flachgau/Tennengau | Nationalratswahlen im Regionalwahlkreis Flachgau/Tennengau | Nationalratswahlen im Regionalwahlkreis Flachgau/Tennengau | Nationalratswahlen im Regionalwahlkreis Flachgau/Tennengau | Nationalratswahlen im Regionalwahlkreis Flachgau/Tennengau | Nationalratswahlen im Regionalwahlkreis Flachgau/Tennengau | Nationalratswahlen im Regionalwahlkreis Flachgau/Tennengau | Nationalratswahlen im Regionalwahlkreis Flachgau/Tennengau | Nationalratswahlen im Regionalwahlkreis Flachgau/Tennengau | Nationalratswahlen im Regionalwahlkreis Flachgau/Tennengau | Nationalratswahlen im Regionalwahlkreis Flachgau/Tennengau |
| Wahltermin                                                 | GM                                                         |                                                            | ÖVP                                                        | SPÖ                                                        | FPÖ                                                        | GRÜNE                                                      | BZÖ                                                        | LIF/NEOS                                                   | FRANK                                                      | PILZ/JETZT                                                 | Sonstige                                                   |
| ---------------------------------------------------------- | ---------------------------------------------------------- | ---------------------------------------------------------- | ---------------------------------------------------------- | ---------------------------------------------------------- | ---------------------------------------------------------- | ---------------------------------------------------------- | ---------------------------------------------------------- | ---------------------------------------------------------- | ---------------------------------------------------------- | ---------------------------------------------------------- | ---------------------------------------------------------- |
| 9. Oktober 1994                                            |                                                            | Stimmenanteile (%)                                         | 32,2                                                       | 27,6                                                       | 23,7                                                       | 8,2                                                        | -                                                          | 6,5                                                        | -                                                          | -                                                          | 1,7                                                        |
| 9. Oktober 1994                                            | 4                                                          | Grundmandate                                               | 1                                                          | 1                                                          | 0                                                          | -                                                          | -                                                          | 0                                                          | -                                                          | -                                                          | 0                                                          |
| 17. Dezember 1995                                          |                                                            | Stimmenanteile (%)                                         | 31,9                                                       | 29,4                                                       | 25,3                                                       | 5,7                                                        | -                                                          | 6,2                                                        | -                                                          | -                                                          | 1,5                                                        |
| 17. Dezember 1995                                          | 4                                                          | Grundmandate                                               | 1                                                          | 1                                                          | 1                                                          | 0                                                          | -                                                          | 0                                                          | -                                                          | -                                                          | 0                                                          |
| 3. Oktober 1999                                            |                                                            | Stimmenanteile (%)                                         | 30,8                                                       | 25,8                                                       | 29,2                                                       | 8,7                                                        | -                                                          | 3,8                                                        | -                                                          | -                                                          | 1,8                                                        |
| 3. Oktober 1999                                            | 4                                                          | Grundmandate                                               | 1                                                          | 1                                                          | 1                                                          | 0                                                          | -                                                          | 0                                                          | -                                                          | -                                                          | 0                                                          |
| 24. November 2002                                          |                                                            | Stimmenanteile (%)                                         | 50,2                                                       | 27,5                                                       | 10,4                                                       | 10,3                                                       | -                                                          | 1,2                                                        | -                                                          | -                                                          | 0,4                                                        |
| 24. November 2002                                          | 4                                                          | Grundmandate                                               | 2                                                          | 1                                                          | 0                                                          | 0                                                          | -                                                          | 0                                                          | -                                                          | -                                                          | 0                                                          |
| 1. Oktober 2006                                            |                                                            | Stimmenanteile (%)                                         | 42,3                                                       | 24,7                                                       | 12,2                                                       | 13,1                                                       | 3,2                                                        | -                                                          | -                                                          | -                                                          | 4,5                                                        |
| 1. Oktober 2006                                            | 4                                                          | Grundmandate                                               | 1                                                          | 1                                                          | 0                                                          | 0                                                          | 0                                                          | -                                                          | -                                                          | -                                                          | 0                                                          |
| 28. September 2008                                         |                                                            | Stimmenanteile (%)                                         | 31,2                                                       | 20,4                                                       | 17,5                                                       | 12,4                                                       | 12,6                                                       | 1,6                                                        | -                                                          | -                                                          | 4,2                                                        |
| 28. September 2008                                         | 4                                                          | Grundmandate                                               | 1                                                          | 0                                                          | 0                                                          | 0                                                          | 0                                                          | 0                                                          | -                                                          | -                                                          | 0                                                          |
| 29. September 2013                                         |                                                            | Stimmenanteile (%)                                         | 28,8                                                       | 20,0                                                       | 20,3                                                       | 16,2                                                       | 3,4                                                        | 4,6                                                        | 5,3                                                        | -                                                          | 1,3                                                        |
| 29. September 2013                                         | 4                                                          | Grundmandate                                               | 1                                                          | 0                                                          | 0                                                          | 0                                                          | 0                                                          | 0                                                          | 0                                                          | -                                                          | 0                                                          |
| 15. Oktober 2017                                           |                                                            | Stimmenanteile (%)                                         | 39,8                                                       | 19,9                                                       | 24,3                                                       | 4,1                                                        | -                                                          | 6,0                                                        | -                                                          | 3,6                                                        | 2,2                                                        |
| 15. Oktober 2017                                           | 4                                                          | Grundmandate                                               | 1                                                          | 0                                                          | 1                                                          | 0                                                          | -                                                          | 0                                                          | -                                                          | 0                                                          | 0                                                          |
| 29. September 2019                                         |                                                            | Stimmenanteile (%)                                         | 47,7                                                       | 14,2                                                       | 13,6                                                       | 13,0                                                       | -                                                          | 9,0                                                        | -                                                          | 1,4                                                        | 1,1                                                        |
| 29. September 2019                                         | 4                                                          | Grundmandate                                               | 2                                                          | 0                                                          | 0                                                          | 0                                                          | -                                                          | 0                                                          | -                                                          | 0                                                          | 0                                                          |
| 29. September 2024                                         |                                                            | Stimmenanteile (%)                                         | 32,0                                                       | 15,0                                                       | 28,1                                                       | 9,0                                                        | -                                                          | 9,4                                                        | -                                                          | -                                                          | 6,5                                                        |
| 29. September 2024                                         | 4                                                          | Grundmandate                                               | 1                                                          | 0                                                          | 1                                                          | 0                                                          | -                                                          | 0                                                          | -                                                          | -                                                          | 0                                                          |